# Deutsche Cadre-71/2-Meisterschaft 1994/95
Die Deutsche Cadre-71/2-Meisterschaft 1994/95 ist eine Billard-Turnierserie und fand vom 16. bis zum 18. September 1994 in Bernburg (Saale) zum 45. Mal statt.

## Geschichte
Auf einem sehr überschaubarem Niveau fand die 45. Deutsche Cadre 71/2-Meisterschaft statt. Es siegte der Hildener Wolfgang Matz vor Klaus Hose. Für Hose war es im Cadre 71/2 der insgesamt zehnte Platz zwei in seiner Karriere. Klaus Hose, der die ganz große Zeit im Cadre 71/2 in Deutschland maßgeblich mitbestimmt hatte, war es sein letztes Turnier. Axel Büscher sicherte sich Platz drei gegen Ludger Havlik.
Die Ergebnisübermittelung in der deutschen Billard-Zeitung Billard Sport Magazin war wie gewohnt katastrophal. Es wurde nur eine unvollständige Endtabelle ohne ein einziges Matchergebnis abgedruckt. Die kompletten Ergebnisse hat der teilnehmende Axel Büscher zur Verfügung gestellt.

## Modus
Gespielt wurden drei Vorrundengruppen bis 150 Punkte oder 10 Aufnahmen. Die drei Gruppensieger und der beste Zweite spielten im K.-o.-System bis 150 Punkte den Sieger aus.
Die Endplatzierung ergab sich aus folgenden Kriterien:
1. Matchpunkte
2. Generaldurchschnitt (GD)
3. Bester Einzeldurchschnitt (BED)
4. Höchstserie (HS)

## Teilnehmer (alphabetisch)
1. Axel Büscher (BG Coesfeld 1966)
2. Hans Hanke (BSC Eschweiler)
3. Ludger Havlik (BSV Marl 1989)
4. Klaus Hose (BSV Velbert)
5. Çengiz Karaça (Berliner BC 65)
6. Wolfgang Matz (BC Hilden 1935)
7. Daniel Mieth (1. Langener BC)
8. Andreas Niehaus (BG Coesfeld 1966)
9. Thomas Richter (BC Hannover)
10. Arnd Riedel (TV Askania Bernburg)
11. Markus Schönhoff (TV Askania Bernburg)
12. Gerhard Schwartz (Bfr. Merkstein)

## Turnierverlauf

### Gruppenphase
| MP    | Match Points (Sieger = 2; Unentschieden = 1; Verlierer = 0) |
| Pkte. | Erzielte Karambolagen                                       |
| Aufn. | Benötigte Versuche                                          |
| GD    | Generaldurchschnitt                                         |
| BED   | Bester Einzeldurchschnitt eines Spielers                    |
| HS    | Höchstserie                                                 |
|       | Bester GD des Turniers                                      |
|       | Bester ED des Turniers                                      |
|       | Beste HS des Turniers                                       |
|       | 1. Platz (Gold)                                             |
|       | 2. Platz (Silber)                                           |
|       | 3. Platz (Bronze)                                           |

| Platz                     | Name             | MP  | Pkte. | Aufn. | GD   | BED   | HS |
| ------------------------- | ---------------- | --- | ----- | ----- | ---- | ----- | -- |
| 1                         | Axel Büscher     | 6:0 | 450   | 59    | 7,62 | 8,82  | 60 |
| 2                         | Daniel Mieth     | 3:3 | 423   | 61    | 6,93 | 13,63 | 52 |
| 3                         | Markus Schönhoff | 2:4 | 387   | 45    | 8,60 | 15,00 | 52 |
| 4                         | Hans Hanke       | 1:5 | 262   | 61    | 4,29 | 4,54  | 19 |
| Gruppendurchschnitt: 6,73 |                  |     |       |       |      |       |    |

| Platz                      | Name            | MP  | Pkte. | Aufn. | GD    | BED   | HS |
| -------------------------- | --------------- | --- | ----- | ----- | ----- | ----- | -- |
| 1                          | Wolfgang Matz   | 4:2 | 406   | 26    | 15,61 | 21,42 | 74 |
| 2                          | Klaus Hose      | 4:2 | 398   | 28    | 14,21 | 37,50 | 71 |
| 3                          | Andreas Niehaus | 2:4 | 311   | 37    | 8,40  | 9,37  | 43 |
| 4                          | Thomas Richter  | 2:4 | 211   | 29    | 7,27  | 10,71 | 34 |
| Gruppendurchschnitt: 11,05 |                 |     |       |       |       |       |    |

| Platz                     | Name             | MP  | Pkte. | Aufn. | GD    | BED   | HS |
| ------------------------- | ---------------- | --- | ----- | ----- | ----- | ----- | -- |
| 1                         | Ludger Havlik    | 6:0 | 450   | 28    | 16,07 | 16,66 | 49 |
| 2                         | Çengiz Karaça    | 4:2 | 399   | 43    | 9,27  | 11,53 | 52 |
| 3                         | Gerhard Schwartz | 2:4 | 326   | 52    | 6,26  | 7,14  | 32 |
| 4                         | Arnd Riedel      | 0:6 | 298   | 43    | 6,93  | –     | 34 |
| Gruppendurchschnitt: 8,87 |                  |     |       |       |       |       |    |

### Finalrunde
| Halbfinale       |     |     |    |       |       |    |
| Ludger Havlik    | 0:2 | 126 | 12 | 10,50 | –     | ?  |
| Klaus Hose       | 2:0 | 150 | 12 | 12,50 | 12,50 | ?  |
| Wolfgang Matz    | 2:0 | 150 | 8  | 18,75 | 18,75 | 67 |
| Axel Büscher     | 0:2 | 103 | 8  | 12,87 | –     | 44 |
| Spiel um Platz 3 |     |     |    |       |       |    |
| Ludger Havlik    | 0:2 | 138 | 10 | 13,80 | –     | 34 |
| Axel Büscher     | 2:0 | 150 | 10 | 15,00 | 15,00 | 55 |
| Finale           |     |     |    |       |       |    |
| Klaus Hose       | 0:2 | 106 | 12 | 8,83  | –     | ?  |
| Wolfgang Matz    | 2:0 | 150 | 12 | 12,50 | 12,50 | 74 |

### Abschlusstabelle
| Klassement                | Klassement       | Klassement | Klassement | Klassement | Klassement | Klassement | Klassement | Klassement | Klassement |
| Platz                     | Name             | MP         | Pkte.      | Aufn.      | GD         | BED        | HS         |            |            |
| ------------------------- | ---------------- | ---------- | ---------- | ---------- | ---------- | ---------- | ---------- | ---------- | ---------- |
| 1                         | Wolfgang Matz    | 8:2        | 706        | 46         | 15,34      | 21,42      | 74         |            |            |
| 2                         | Klaus Hose       | 6:4        | 654        | 52         | 12,57      | 37,50      | 71         |            |            |
| 3                         | Axel Büscher     | 8:2        | 703        | 77         | 9,12       | 15,00      | 60         |            |            |
| 4                         | Ludger Havlik    | 6:4        | 714        | 50         | 14,28      | 16,66      | 49         |            |            |
| 5                         | Çengiz Karaça    | 4:2        | 399        | 43         | 9,27       | 11,53      | 52         |            |            |
| 6                         | Daniel Mieth     | 3:3        | 423        | 61         | 6,93       | 13,63      | 52         |            |            |
| 7                         | Andreas Niehaus  | 2:4        | 311        | 37         | 8,40       | 9,37       | 43         |            |            |
| 8                         | Markus Schönhoff | 2:4        | 387        | 45         | 8,60       | 15,00      | 52         |            |            |
| 9                         | Gerhard Schwartz | 2:4        | 326        | 52         | 6,26       | 7,14       | 32         |            |            |
| 10                        | Thomas Richter   | 2:4        | 211        | 29         | 7,27       | 10,71      | 34         |            |            |
| 11                        | Hans Hanke       | 1:5        | 262        | 61         | 4,29       | 4,54       | 19         |            |            |
| 12                        | Arnd Riedel      | 0:6        | 298        | 43         | 6,93       | –          | 34         |            |            |
| Turnierdurchschnitt: 9,08 |                  |            |            |            |            |            |            |            |            |